# Hiroshima
Hiroshima (広島市 Hiroshima-shi?) este un municipiu din Japonia, centrul administrativ al prefecturii Hiroshima.
Hiroshima a fost primul oraș din istorie distrus de o bombă nucleară, de Statele Unite ale Americii, pe 6 august 1945. Evenimentele de pe 6 august 1945 la Hiroshima și pe 9 august la Nagasaki au pus capăt celui de-al II-lea război mondial (teatrul de operațiuni militare active din zona Pacificului), prin distrugerea completă cu bombe atomice a celor 2 orașe japoneze. Japonia urma să capituleze pe 2 septembrie 1945.

## Personalități
- Koji Funamoto (n. 1942), fotbalist;
- Atsuyoshi Furuta (n. 1952), fotbalist;
- Mike Havenaar (n. 1987), fotbalist;
- Sachi Kagawa, fotbalist;
- Hisao Kami (n. 1941), fotbalist
- Arawa Kimura (1931 - 2007), fotbalist;
- Kazushi Kimura (n. 1958), fotbalist;
- Yasuyuki Kuwahara (1942 - 2017), fotbalist;
- Takayuki Kuwata (n. 1941), fotbalist;
- Issey Miyake (n. 1938), designer de modă;
- Shizuo Miyama, fotbalist;
- Masato Morishige (n. 1987), fotbalist;
- Hiroaki Morishima (n. 1972), fotbalist;
- Akira Nozawa, fotbalist;
- Masao Nozawa, fotbalist;
- Aritatsu Ogi (n. 1942), fotbalist;
- Nobuyuki Oishi (n. 1939), fotbalist;
- Sadako Sasaki (1943 - 1955), celebră supraviețuitoare a Bombardamentului atomic de la Hiroshima;
- Yoshinori Shigematsu (n. 1930), fotbalist;
- Takashi Shimoda (n. 1975), fotbalist;
- Yukio Shimomura (n. 1932), fotbalist;
- Katsuyoshi Shinto (n. 1960), fotbalist;
- Kazuaki Tasaka (n. 1971), fotbalist;
- Teruki Miyamoto (1940 - 2000), fotbalist;
- Ken Naganuma (1930 - 2008), fotbalist;
- Naoemon Shimizu (? - 1945), fotbalist;
- Masashi Watanabe (1936 - 1995), fotbalist;

## Monumente
- Catedrala "Adormirea Maicii Domnului" din Hiroșima